# J.D. Salinger
Jerome David Salinger (1. januar 1919 i New York City – 27. januar 2010 i Cornish, New Hampshire), var en amerikansk forfatter, der især er kendt for kultromanen The Catcher in the Rye fra 1951. Ellers består hans arbejde mest af noveller.
Efter den store succes med The Catcher in the Rye, trak han sig tilbage fra verden og udgav ikke nyt materiale siden 1960'erne. Han opnåede kultstatus og var helt indtil sin død genstand for stor opmærksomhed fra sine fans.
The Catcher in the Rye er oversat til dansk to gange:
- I 1953 fik bogen titlen Forbandede ungdom i Vibeke Cerris oversættelse
- I 2004 kom Klaus Rifbjergs oversættelse til at hedde Griberen i rugen